# Tino Buazzelli

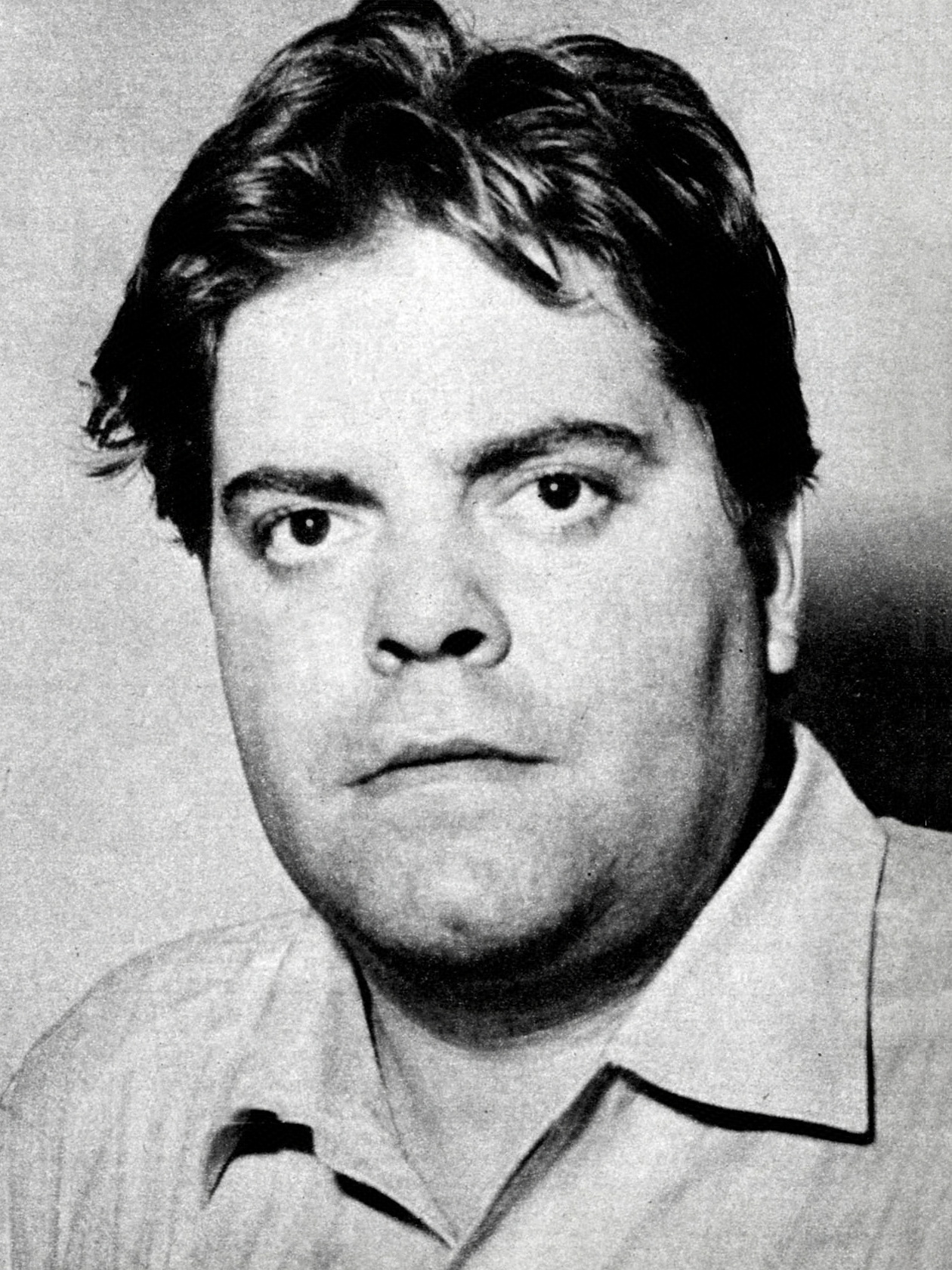
Tino Buzazelli, 1962

Agostino Buazzelli (* 13. September 1922 in Frascati; † 20. Oktober 1980 in Rom) war ein italienischer Schauspieler.

## Leben
Buazzelli ist der Sohn von Andrea Buazzelli und der früh verstorbenen Elena Campeti. Er besuchte nach einer Handwerks-Meisterprüfung ab 1944 die Accademia d’Arte Drammatica in der italienischen Hauptstadt, die er 1947 erfolgreich abschloss. Seine erste Spielzeit 1947/48 verbrachte er bei der Compagnie von Evi Maltagliati und Vittorio Gassman engagiert und lieferte beachtete Interpretationen in Arthur Millers Alle meine Söhne, Denys Amiels La Maison Monestier und Jean Cocteaus Der Doppeladler. Filmangebote folgten, beschränkten sich allerdings auf Charakter- und Nebenrollen. Bis 1966 nahm Buazzelli diese Angebote in verhältnismäßig wenig umfangreichen Ausmaß an, danach nur noch zweimal.
1952 spielte er am „Piccolo Teatro“ in Mailand unter Giorgio Strehler in Elisabeth von England von Ferdinand Bruckner, in Nikolai Gogols Der Revisor und die Rolle des Vaters in Pirandellos Sechs Personen suchen einen Autor. Auch die folgende Spielzeit brachte Erfolg bei Publikum und Kritik; neben Gino Cervi und Edda Albertini trat Buazzelli in Cyrano von Bergerac sowie in Kardinal Lambertini auf. Bis 1959 trug er immer wieder Pläne mit sich, ein eigenes Ensemble auf die Beine zu stellen, aber trotz professioneller Zusammenarbeiten mit Wunschpartnern wie Rossella Falk, Giorgio De Lullo, Renzo Ricci oder Anna Proclemer kam dieses nie zustande. Dann kehrte er nach Mailand zurück, wo er u. a. Platonow, Der Besuch der alten Dame (neben Sarah Ferrati), Schweyk im Zweiten Weltkrieg, Die Ausnahme und die Regel und Galileo interpretierte; zu Beginn der 1960er Jahre wurde er als „der beste zeitgenössische Brecht-Schauspieler“ bezeichnet.
Auch im weiteren Verlauf seiner Karriere blieb er ein bemerkenswerter Darsteller von Rollen in Stücken von Maupassant, Dreyfus, Gogol, Daudet und unter der Regie von u. a. Giandomenico Giagni. Ein weiterer persönlicher großer Erfolg war die Inszenierung und Darstellung im nach Honoré de Balzac verfassten Stück Papà Goriot 1970.
Neben seiner wenig bemerkenswerten Filmkarriere bot das Fernsehen Gelegenheit zu einigen interessanten Interpretationen, wobei er neben Originalstoffen und Komödien auch hier in Klassikern zu sehen war, vor allem aber die Rolle des Rex Stoutschen Detektives Nero Wolfe in zehn Episoden zwischen 1969 und 1971 ihm auf den Leib geschrieben schienen.
Buazzeli war mit der ehemaligen Soubrette Ermellina Banfi verheiratet.

## Filmografie (Auswahl)
- 1948: Il cavaliere misterioso
- 1950: Der Rebell von Neapel (Il conte di Sant'Elmo)
- 1952: Il bandolero stanco
- 1961: Das Spukschloß in der Via Veneto (Fantasmi a Roma)
- 1963: Wer arbeitet, ist verloren (Chi lavora è perduto)
- 1965: Eine Jungfrau für den Prinzen (Una vergine per il principe)
- 1966: Jagt den Fuchs! (Caccia alla volpe)
- 1969–1971: Nero Wolfe (Fernsehserie, zehn Folgen)
- 1978: La lunga strada senza polvere